# Jean-Baptiste Vuillod
Jean-Baptiste Vuillod, né le 2 juin 1850 à Lons-le-Saunier (Jura) et mort le 2 décembre 1917 à Tananarive (Madagascar), est un homme politique français.

## Biographie

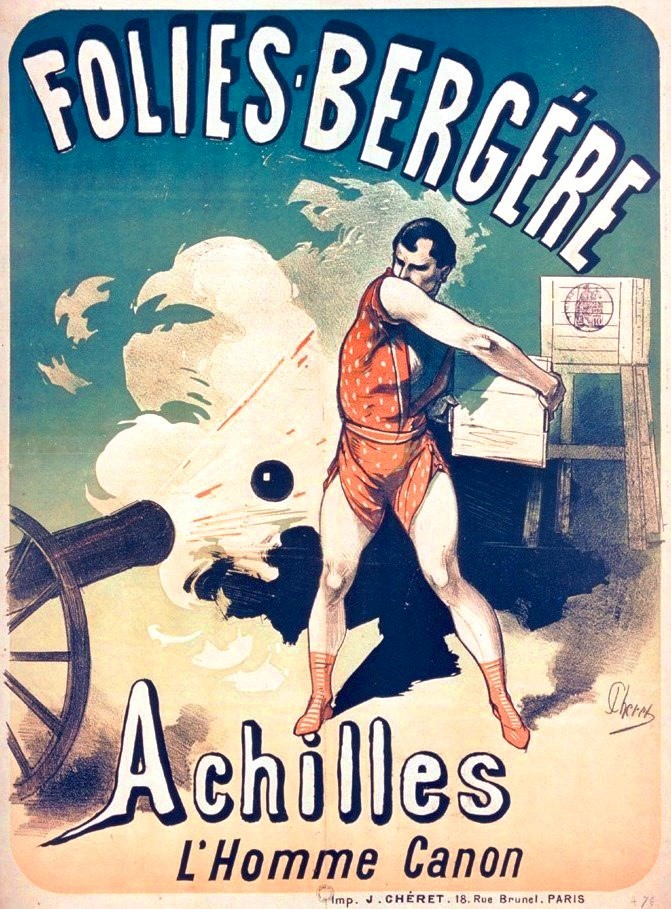
Affiche de Jules Chéret pour « Achilles, l'homme canon » (1881).

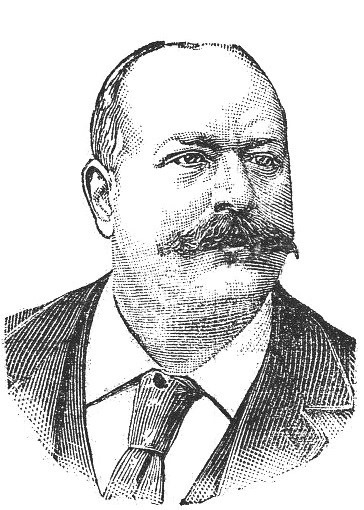
Vuillod, député radical du Jura (1893).

Engagé volontaire en 1870, Jean Vuillod participe à la charge de Reichshoffen, où il est blessé par un éclat d'obus. Il est ensuite chef de bureau à la préfecture du Jura puis négociant en vins à Saint-Claude.
En 1881, à la suite d'un pari, il se produit pendant deux mois aux Folies Bergère sous le nom de scène d'Achille (ou Achilles) « l'homme-canon ». Touchant 200 francs par soirée, il étonne les spectateurs en arrêtant un boulet de canon avec une planchette qu'il tient dans ses mains ou en enlevant à bout de bras un canon avec son attelage à l'aide d'un truc dissimulé dans les frises du théâtre. Un soir de mars, il est contraint d'annuler sa représentation, un mauvais plaisant ayant subtilisé le boulet. Malgré son succès sur scène, « Achille » décline l'offre d'un « Barnum américain » et renonce à une carrière dans le spectacle.
De retour dans son département, Vuillod épouse la nièce du sénateur Lucien Arbel et prend la direction d'une imprimerie et d'un journal, L’Écho de la Montagne.
Engagé en politique, il est élu maire de Saint-Claude (1892-1893 et 1897-1906) et conseiller général du canton (1892-1894).
Auteur de La Nouvelle-Calédonie et ses produits en 1890 (Saint-Claude, 1891) à l'issue d'une mission qu'il a effectuée dans l'archipel pour le compte du sous-secrétariat des Colonies, Vuillod est pressenti pour devenir administrateur du Sénégal en novembre 1892. Sa nomination est cependant annulée au dernier moment en raison des persiflages sur son passé d'« homme-canon ».
Candidat républicain radical lors du scrutin législatif de 1893, il est élu au second tour avec près de mille voix d'avance sur son concurrent libéral, l'ancien député centriste Honoré Reverchon.
Député du Jura de 1893 à 1897, inscrit au groupe de la Gauche démocratique, il est élu sénateur en 1897. En juin 1901, il représente le comité du Groupe démocratique de Saint-Claude au congrès fondateur du Parti républicain, radical et radical-socialiste. En 1905, il vote pour la loi de séparation des Églises et de l'État.
En février 1906, Vuillod quitte la politique en cédant son siège de sénateur au profit de Stephen Pichon. Il réintègre alors la fonction publique en étant nommé trésorier-payeur en Nouvelle-Calédonie puis, l'année suivante, à Madagascar. Il est nommé chevalier de l'Ordre de l'Étoile d'Anjouan en 1911.
Tout au long de sa carrière politique, Vuillod a accordé beaucoup d'intérêt aux questions coloniales. Il était notamment partisan de l'annexion des Nouvelles-Hébrides, qui étaient alors sous le régime d'une convention navale anglo-française (remplacée par un condominium en 1907). Ainsi, quand les colons de Mélé, village situé près de Port-Vila, décident en 1895 de rebaptiser celui-ci Faure-ville (ou Faureville) en l'honneur du président Félix Faure, c'est à Vuillod qu'ils s'adressent pour présenter à l’Élysée leur demande de parrainage.
Il est inhumé à Saint-Claude.

## Sources
- « Jean-Baptiste Vuillod », dans le Dictionnaire des parlementaires français (1889-1940), sous la direction de Jean Jolly, PUF, 1960 [détail de l’édition]
- Bruno Fuligni, La Chambre ardente, aventuriers, utopistes, excentriques du Palais-Bourbon, Éditions de Paris Max Chaleil, 2001,  (ISBN 2-84621-008-X).